# Morristown Biller
Morristown Biller (irl. Baile Mhuiris) – jedna z sześciu parafii miasta Newbridge  położona nad rzeką Liffey.
Parafia powstała w XIX wieku z kościołem w stylu wiktoriańskim wybudowanym w 1828 roku.